# Fleury-sur-Andelle
Fleury-sur-Andelle ist eine französische Gemeinde mit 1.810 Einwohnern (Stand: 1. Januar 2022) im Département Eure in der Region Normandie. Sie gehört zum Arrondissement Les Andelys und zum Kanton Romilly-sur-Andelle. Die Einwohner werden Fleurysiens genannt.

## Geographie
Fleury-sur-Andelle liegt etwa 21 Kilometer südöstlich von Rouen am Fluss Andelle, in den hier sein linker Zufluss Lieure einmündet. Umgeben wird Fleury-sur-Andelle von den Nachbargemeinden Vandrimare im Norden, Charleval im Osten, Val d’Orger im Süden sowie Radepont im Westen.
Durch die Gemeinde führen die früheren Routes nationales 14 (heutige D6014) und 321 (heutige D321).

## Bevölkerungsentwicklung
| Jahr                       | 1962 | 1968 | 1975 | 1982 | 1990 | 1999 | 2006 | 2012 | 2019 |
| Einwohner                  | 1680 | 1604 | 1817 | 2039 | 2015 | 1901 | 1903 | 1894 | 1834 |
| Quellen: Cassini und INSEE |      |      |      |      |      |      |      |      |      |

## Sehenswürdigkeiten
- Kirche Notre-Dame-de-la-Vallée aus dem 19. Jahrhundert
- Schloss Bonnemare mit Dachstuhl aus dem Jahr 1570

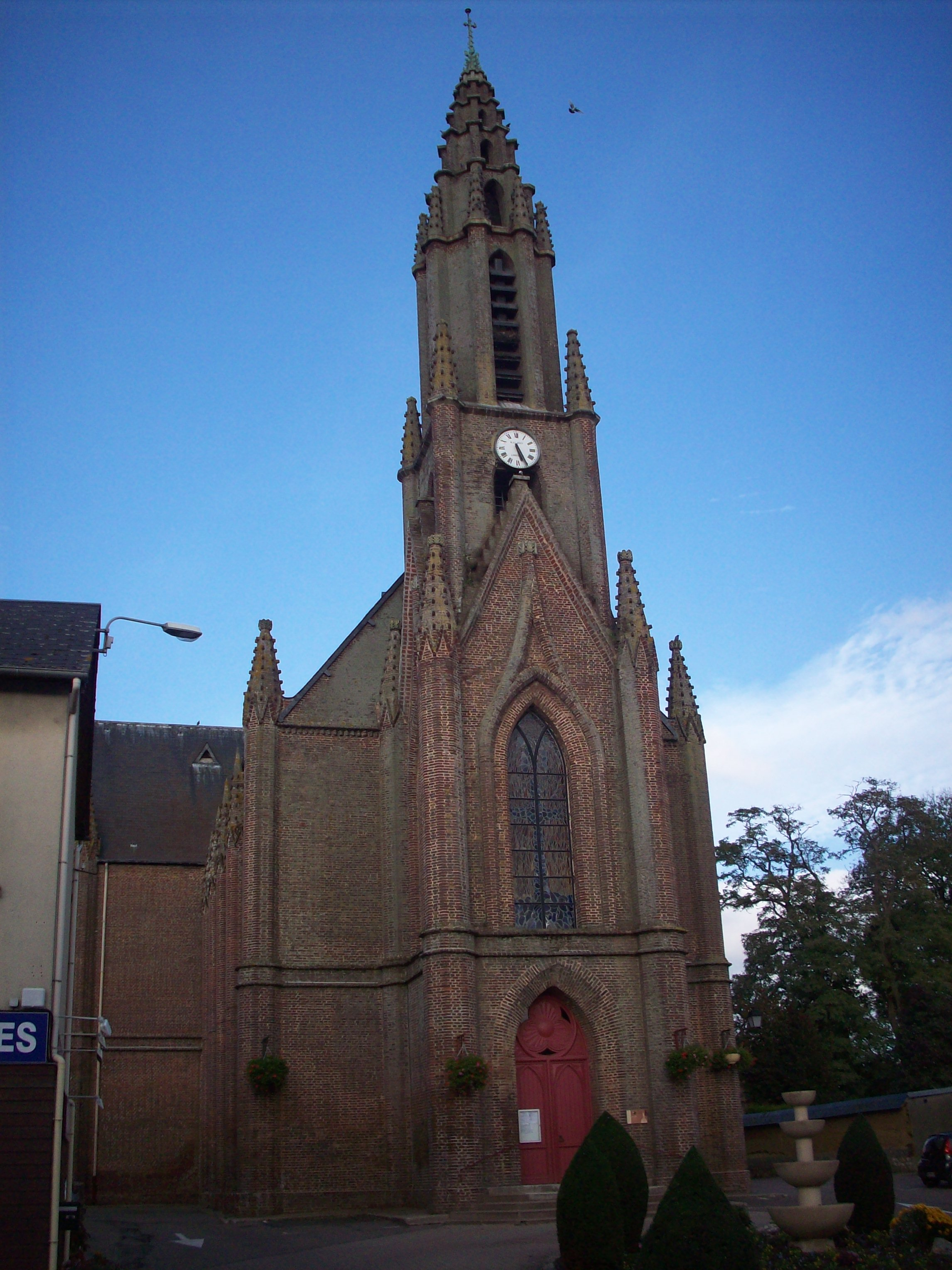
Kirche Notre-Dame-de-la-Vallée
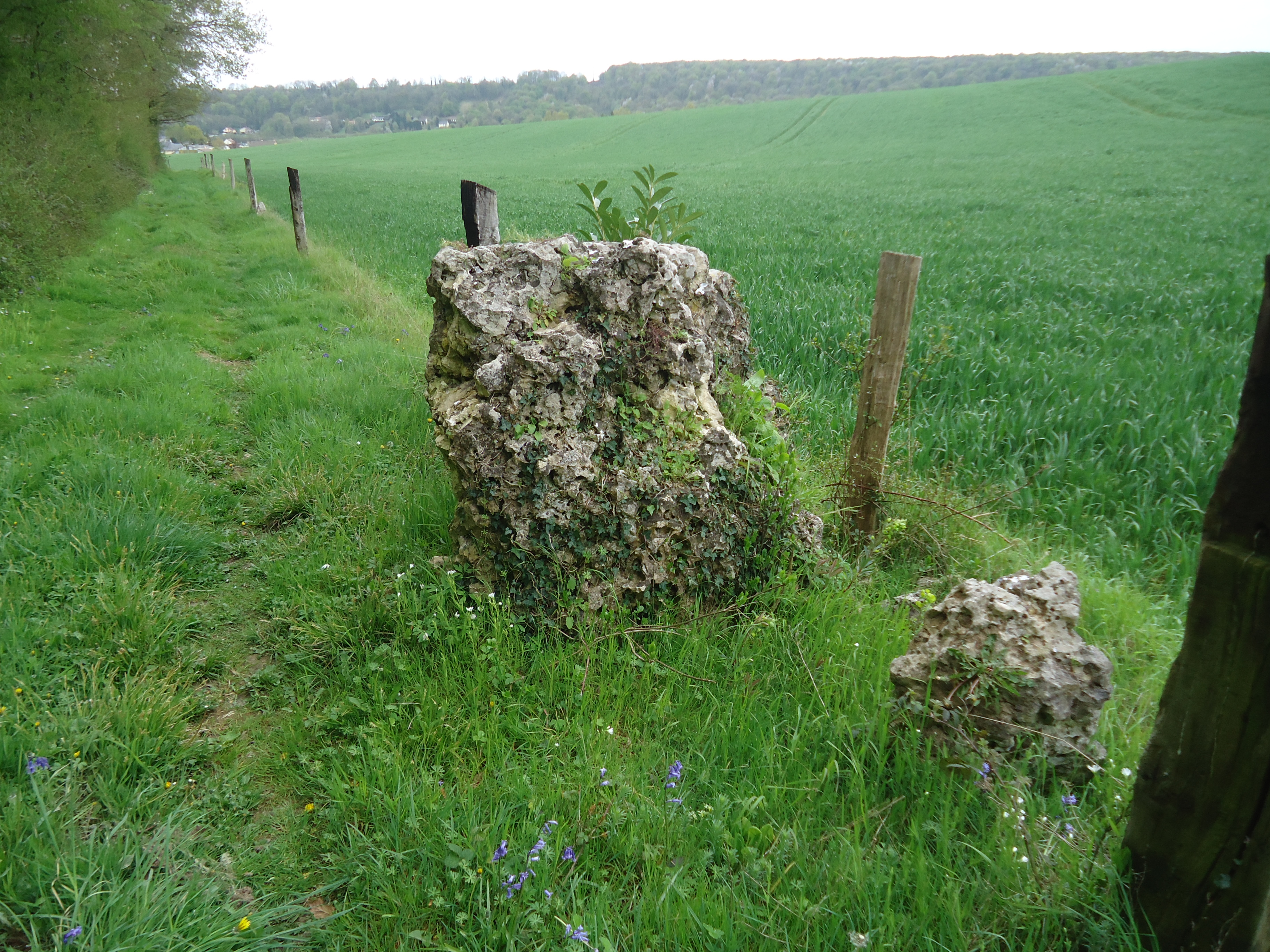
Reste des Menhirs Saint-Maerin

## Persönlichkeiten
- Augustin Pouyer-Quertier (1820–1891), Politiker, französischer Finanzminister (1871/72), Bürgermeister von Fleury-sur-Andelle (1854–1891)
- Jean Binot (1911–1982), Politiker